# Campeonato mundial A de hockey patines masculino de 1980
El XXIV Campeonato mundial de hockey sobre patines masculino se celebró en Chile en 1980, con la participación de dieciséis Selecciones nacionales masculinas de hockey patines, las sedes fueron el Gimnasio "La Tortuga" de Talcahuano y la cancha del Patinodromo de Parque O'Higgins de Santiago.
Se disputó una primera fase con cuatro grupos compuestos por cuatro selecciones cada uno de ellos. Los dos primeros clasificados de cada uno de los grupos pasaron a disputar una liguilla entre todos para decidir las ocho primeras posiciones del campeonato, y los dos últimos clasificados de cada uno de los grupos de la primera fase pasaron a disputar otra ligulla para decidir los puestos del noveno al decimosexto.

## Equipos participantes

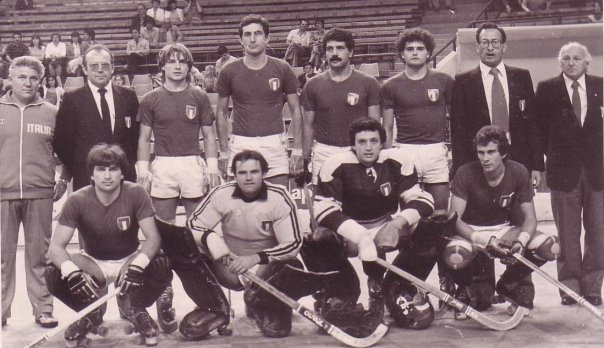
Selección de Italia

De las 16 selecciones nacionales participantes del torneo, 6 son de Europa, 6 de América, 2 de Asia y 2 de Oceanía. Inicialmente iban a participar 18 selecciones, pero los equipos de México y Ecuador se retiraron días antes de empezar el torneo.
| Argentina      |
| Australia      |
| Brasil         |
| Canadá         |
| Chile          |
| Colombia       |
| España         |
| Estados Unidos |
| Francia        |
| India          |
| Italia         |
| Japón          |
| Nueva Zelanda  |
| Países Bajos   |
| Portugal       |
| Suiza          |

## Fase de grupos

### Grupo A
| Equipo       | Pts | PJ | PG | PE | PP | GF | GC | DG  |
| ------------ | --- | -- | -- | -- | -- | -- | -- | --- |
| Argentina    | 6   | 3  | 3  | 0  | 0  | 53 | 2  | +51 |
| Países Bajos | 4   | 3  | 2  | 0  | 1  | 56 | 6  | +50 |
| Japón        | 2   | 3  | 1  | 0  | 2  | 21 | 32 | -11 |
| India        | 0   | 3  | 0  | 0  | 3  | 0  | 90 | -90 |

|              | Bandera de Argentina | Bandera de los Países Bajos | Bandera de Japón | Bandera de la India |
| ------------ | -------------------- | --------------------------- | ---------------- | ------------------- |
| Argentina    |                      |                             |                  |                     |
| Países Bajos | 2-4                  |                             |                  |                     |
| Japón        | 0-18                 | 2-14                        |                  |                     |
| India        | 0-31                 | 0-40                        | 0-19             |                     |

### Grupo B
| Equipo    | Pts | PJ | PG | PE | PP | GF | GC | DG  |
| --------- | --- | -- | -- | -- | -- | -- | -- | --- |
| España    | 5   | 3  | 2  | 1  | 0  | 25 | 3  | +22 |
| Italia    | 5   | 3  | 2  | 1  | 0  | 23 | 2  | +21 |
| Australia | 2   | 3  | 1  | 0  | 2  | 8  | 12 | -7  |
| Canadá    | 0   | 3  | 0  | 0  | 3  | 1  | 40 | -39 |

|           | Bandera de España | Bandera de Italia | Bandera de Australia | Bandera de Canadá |
| --------- | ----------------- | ----------------- | -------------------- | ----------------- |
| España    |                   |                   |                      |                   |
| Italia    | 1-1               |                   |                      |                   |
| Australia | 1-3               | 1-9               |                      |                   |
| Canadá    | 1-21              | 0-13              | 0-6                  |                   |

### Grupo C
| Equipo         | Pts | PJ | PG | PE | PP | GF | GC | DG  |
| -------------- | --- | -- | -- | -- | -- | -- | -- | --- |
| Portugal       | 6   | 3  | 3  | 0  | 0  | 24 | 3  | +21 |
| Estados Unidos | 4   | 3  | 2  | 0  | 1  | 20 | 12 | +8  |
| Francia        | 2   | 3  | 1  | 0  | 2  | 10 | 14 | -4  |
| Nueva Zelanda  | 0   | 3  | 0  | 0  | 3  | 5  | 30 | -25 |

|                | Bandera de Portugal | Bandera de Estados Unidos | Bandera de Francia | Bandera de Nueva Zelanda |
| -------------- | ------------------- | ------------------------- | ------------------ | ------------------------ |
| Portugal       |                     |                           |                    |                          |
| Estados Unidos | 2-6                 |                           |                    |                          |
| Francia        | 1-5                 | 3-7                       |                    |                          |
| Nueva Zelanda  | 0-13                | 3-11                      | 2-6                |                          |

### Grupo D
| Equipo   | Pts | PJ | PG | PE | PP | GF | GC | DG  |
| -------- | --- | -- | -- | -- | -- | -- | -- | --- |
| Brasil   | 6   | 3  | 3  | 0  | 0  | 15 | 5  | +10 |
| Chile    | 4   | 3  | 2  | 0  | 1  | 16 | 4  | +12 |
| Suiza    | 2   | 3  | 1  | 0  | 2  | 8  | 12 | -4  |
| Colombia | 0   | 3  | 0  | 0  | 3  | 7  | 25 | -18 |

|          | Bandera de Brasil | Bandera de Chile | Bandera de Suiza | Bandera de Colombia |
| -------- | ----------------- | ---------------- | ---------------- | ------------------- |
| Brasil   |                   |                  |                  |                     |
| Chile    | 2-3               |                  |                  |                     |
| Suiza    | 1-6               | 0-2              |                  |                     |
| Colombia | 2-6               | 1-12             | 4-7              |                     |

## Segunda Fase

### Puestos 9º al 16º
| Equipo        | Pts | PJ | PG | PE | PP | GF | GC  | DG   |
| ------------- | --- | -- | -- | -- | -- | -- | --- | ---- |
| Suiza         | 13  | 7  | 6  | 1  | 0  | 95 | 6   | +89  |
| Francia       | 13  | 7  | 6  | 1  | 0  | 36 | 21  | +15  |
| Colombia      | 10  | 7  | 5  | 0  | 2  | 55 | 25  | +30  |
| Australia     | 8   | 7  | 4  | 0  | 3  | 44 | 11  | +33  |
| Nueva Zelanda | 5   | 7  | 2  | 1  | 4  | 38 | 32  | +6   |
| Canadá        | 4   | 7  | 2  | 0  | 5  | 25 | 51  | -26  |
| Japón         | 3   | 7  | 1  | 1  | 5  | 40 | 43  | -3   |
| India         | 0   | 7  | 0  | 0  | 7  | 6  | 150 | -144 |

|               | Bandera de Suiza | Bandera de Francia | Bandera de Colombia | Bandera de Australia | Bandera de Nueva Zelanda | Bandera de Canadá | Bandera de Japón | Bandera de la India |
| ------------- | ---------------- | ------------------ | ------------------- | -------------------- | ------------------------ | ----------------- | ---------------- | ------------------- |
| Suiza         |                  |                    |                     |                      |                          |                   |                  |                     |
| Francia       | 3-3              |                    |                     |                      |                          |                   |                  |                     |
| Colombia      | 1-5              | 2-7                |                     |                      |                          |                   |                  |                     |
| Australia     | 1-2              | 1-2                | 2-3                 |                      |                          |                   |                  |                     |
| Nueva Zelanda | 0-5              | 3-6                | 3-11                | 0-3                  |                          |                   |                  |                     |
| Canadá        | 1-13             | 4-6                | 2-8                 | 0-12                 | 2-7                      |                   |                  |                     |
| Japón         | 0-11             | 4-6                | 6-8                 | 4-5                  | 4-4                      | 5-8               |                  |                     |
| India         | 0-56             | 4-6                | 0-22                | 0-20                 | 1-21                     | 0-8               | 1-17             |                     |

### Fase Final
| Equipo         | Pts | PJ | PG | PE | PP | GF | GC | DG  |
| -------------- | --- | -- | -- | -- | -- | -- | -- | --- |
| España         | 12  | 7  | 6  | 0  | 1  | 18 | 13 | +5  |
| Argentina      | 11  | 7  | 5  | 1  | 1  | 31 | 13 | +18 |
| Portugal       | 8   | 7  | 3  | 2  | 2  | 23 | 17 | +6  |
| Chile          | 7   | 7  | 3  | 1  | 4  | 14 | 16 | -2  |
| Brasil         | 7   | 7  | 3  | 1  | 4  | 24 | 22 | +2  |
| Países Bajos   | 6   | 7  | 3  | 0  | 4  | 19 | 24 | -5  |
| Italia         | 5   | 7  | 2  | 1  | 4  | 14 | 20 | -6  |
| Estados Unidos | 0   | 7  | 0  | 0  | 7  | 9  | 27 | -18 |

|                | Bandera de España | Bandera de Argentina | Bandera de Portugal | Bandera de Chile | Bandera de Brasil | Bandera de los Países Bajos | Bandera de Italia | Bandera de Estados Unidos |
| -------------- | ----------------- | -------------------- | ------------------- | ---------------- | ----------------- | --------------------------- | ----------------- | ------------------------- |
| España         |                   |                      |                     |                  |                   |                             |                   |                           |
| Argentina      | 7-1               |                      |                     |                  |                   |                             |                   |                           |
| Portugal       | 1-2               | 8-2                  |                     |                  |                   |                             |                   |                           |
| Chile          | 0-1               | 1-1                  | 1-4                 |                  |                   |                             |                   |                           |
| Brasil         | 1-2               | 2-6                  | 4-4                 | 1-2              |                   |                             |                   |                           |
| Países Bajos   | 0-4               | 0-7                  | 4-2                 | 5-2              | 4-5               |                             |                   |                           |
| Italia         | 1-3               | 0-4                  | 2-2                 | 2-4              | 3-4               | 4-2                         |                   |                           |
| Estados Unidos | 3-5               | 1-4                  | 1-2                 | 2-3              | 1-7               | 0-4                         | 1-2               |                           |

## Clasificación final
| 1. España         |
| 2. Argentina      |
| 3. Portugal       |
| 4. Chile          |
| 5. Brasil         |
| 6. Países Bajos   |
| 7. Italia         |
| 8. Estados Unidos |
| 9. Suiza          |
| 10. Francia       |
| 11. Colombia      |
| 12. Australia     |
| 13. Nueva Zelanda |
| 14. Canadá        |
| 15. Japón         |
| 16. India         |